# Камнешарка
Камнеша́рка (лат. Arenaria interpres) — вид птиц из семейства бекасовых (Scolopacidae).

## Описание
Её величина составляет всего 23 см. Оперение на спине летом каштаново-коричневого цвета, грудка чёрная. Ноги довольно короткие, 3,5 см, ярко-оранжевые. Тёмный клиновидный клюв имеет длину 2—2,5 см и слегка перевернут. Своим названием камнешарка обязана особенному способу поиска пищи, заключающемуся в переворачивании камней и ракушек на пляже. Размах крыльев этой птицы составляет от 45 до 56 см, а масса колеблется в пределах от 80 до 190 г.

## Питание
Камнешарка имеет разнообразный рацион, включая падаль, яйца и растительный материал, но питается в основном беспозвоночными. Насекомые особенно важны в период размножения. Иногда питается ракообразными, моллюсками и червями. Часто переворачивает камни и другие предметы, чтобы добраться до скрывающихся под ними добычи. Обычно кормится стаями.

## Распространение
Камнешарка является перелётной птицей, гнездящейся на севере Евразии и Северной Америки. Во время перелёта её можно встретить почти на всех побережьях Европы. Зимует на обширном пространстве от Исландии до Южной Африки, Южного Китая и Японии, встречается даже к югу от Тасмании и Новой Зеландии. Ближайшей родственницей обыкновенной камнешарки является чёрная камнешарка (Arenaria melanocephala), обитающая на Аляске и на тихоокеанском побережье Северной Америки.

## Размножение
Камнешарка — это моногамная птица, и пары могут оставаться вместе более одного сезона размножения. Гнездо представляет собой неглубокое выскобленное углубление, часто с подкладкой из листьев. Диаметр составляет около 11 см, а глубина — 3 см. Гнездо может располагаться среди растительности или на голой каменистой земле. Несколько пар могут гнездиться близко друг к другу.

### Кладка
От двух до пяти яиц откладывается в одну кладку, обычно около четырёх. Яйца имеют размеры около 41 мм × 29 мм и весят около 17,9 г. Они гладкие, слегка глянцевые, от овальных до грушевидных. Различаются по цвету, но обычно бледно-зелено-коричневые с тёмно-коричневыми отметинами.
Инкубация длится примерно 22—24 дня.

## Галерея

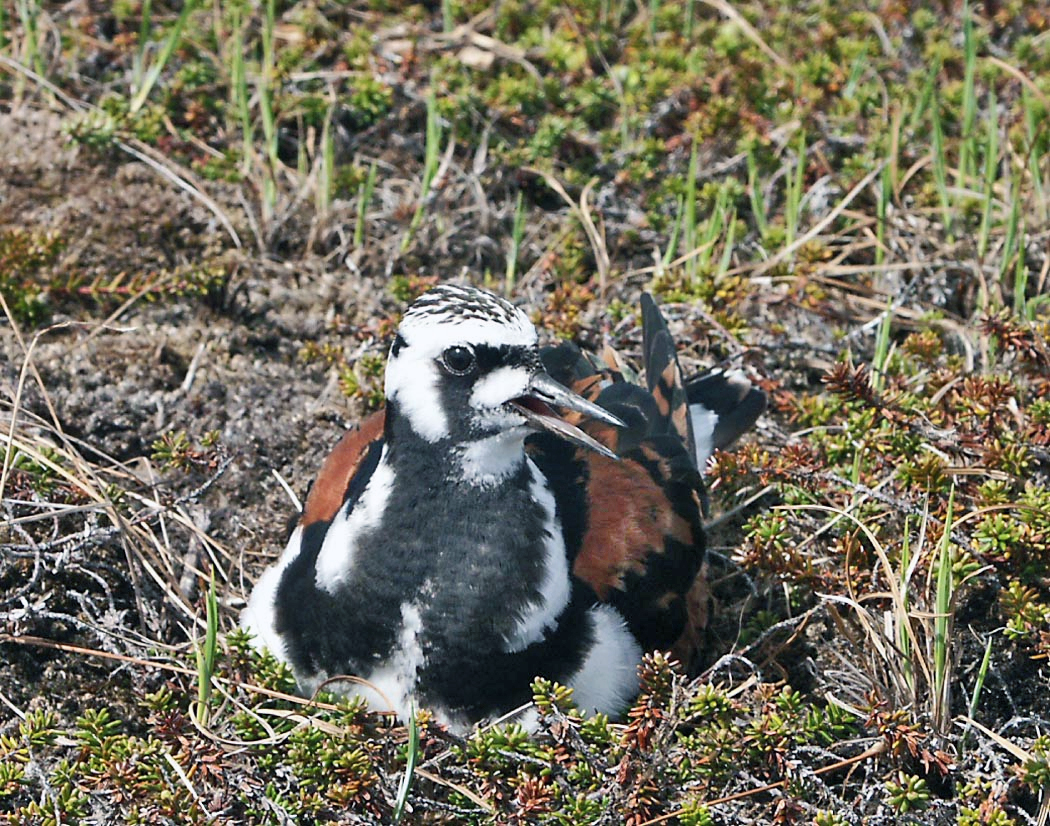
Гнездящаяся камнешарка
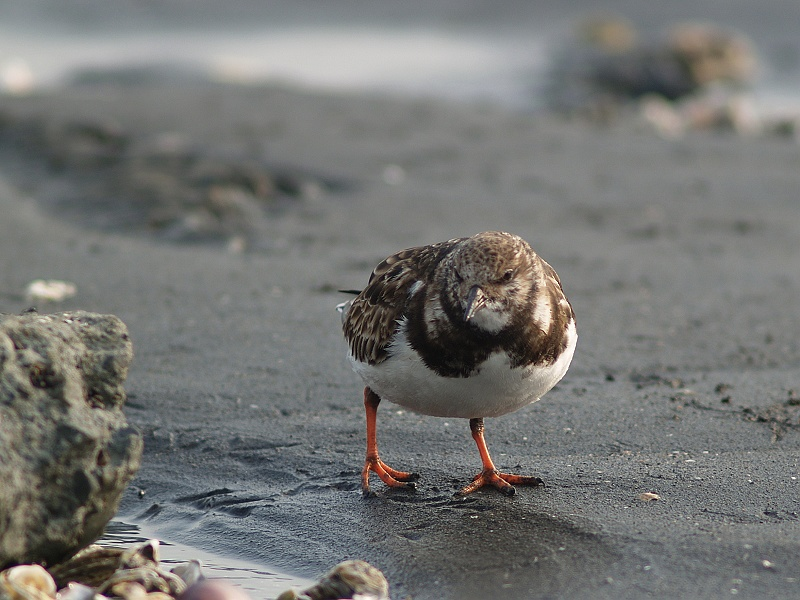
В поисках пищи
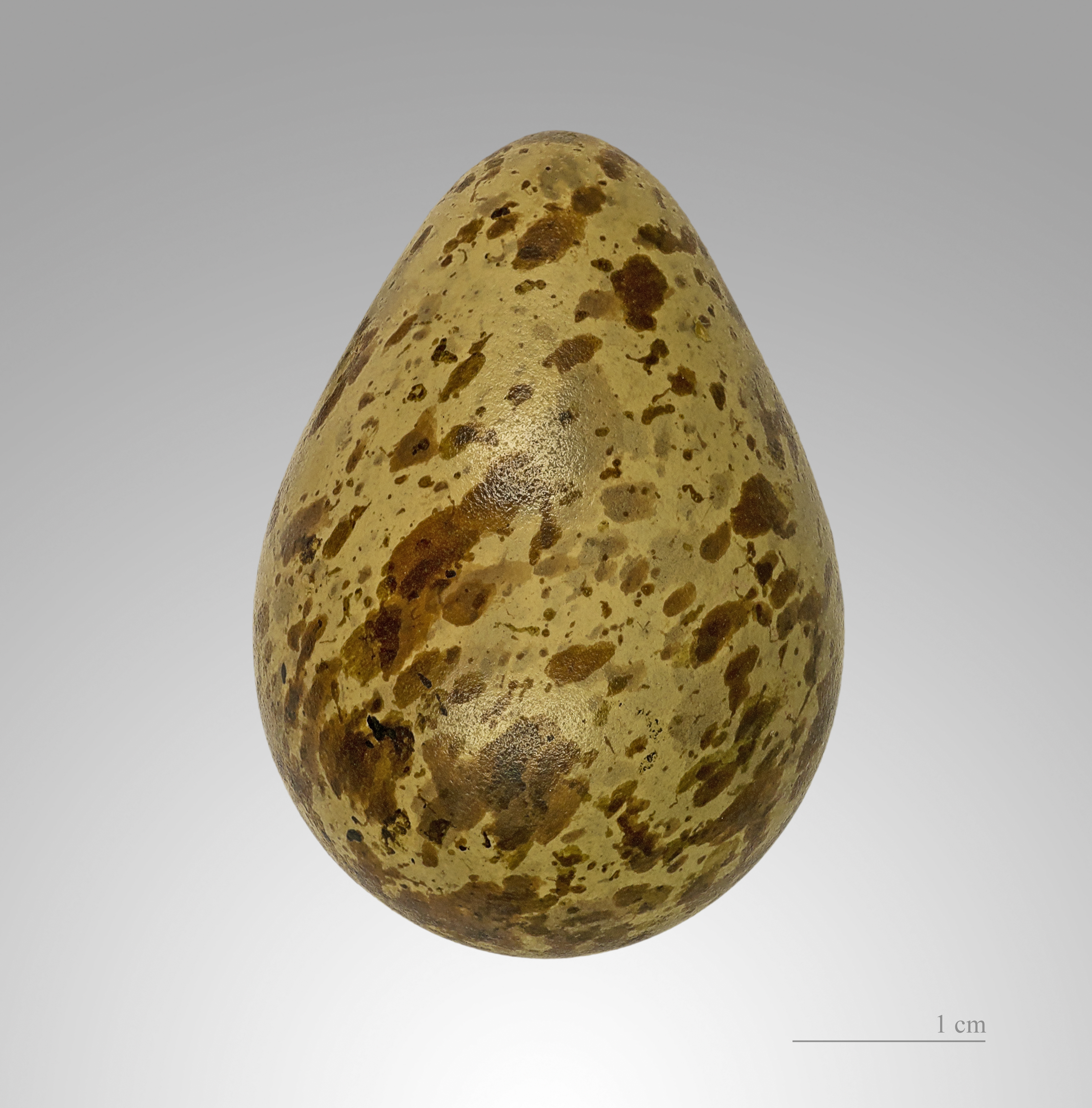
Яйцо